# Xie Siyi
Pour les articles homonymes, voir Xie.
Dans ce nom chinois, le nom de famille, Xie, précède le nom personnel Siyi.
Xie Siyi (en chinois : 谢思埸 ; pinyin : Xiè Sīyì, né le 28 mars 1996 à Shantou) est un plongeur chinois.

## Carrière sportive
Sa spécialité a d'abord été la plateforme de 10 m avec son partenaire Chen Aisen mais en raison d'une blessure grave en 2012, il se concentre désormais sur le tremplin individuel de 1 m. Il remporte le titre de champion du monde à Kazan devant Illya Kvasha.

## Palmarès

### Jeux olympiques
- Jeux olympiques d'été de 2020 à Tokyo  Japon
  -  Médaille d’or en plongeon synchronisé à 3 mètres hommes (avec Wang Zongyuan)
  -  Médaille d'or en plongeon tremplin à 3 mètres hommes

### Championnats du monde
- Championnats du monde de natation 2015 à Kazan  Russie :
  -  Médaille d'or du plongeon individuel à 1 m.
  -  Médaille de bronze du plongeon par équipe mixtes (avec Chen Ruolin)
- Championnats du monde de natation 2017 à Budapest  Hongrie :
  -  Médaille d'or du plongeon individuel à 3 m.
  -  Médaille d’argent en plongeon synchronisé à 3 mètres hommes (avec Cao Yuan)
- Championnats du monde de natation 2019 à Gwangju  Corée du Sud :
  -  Médaille d'or du plongeon individuel à 3 m.
  -  Médaille d’or en plongeon synchronisé à 3 mètres hommes (avec Cao Yuan)